# کاستا (جورجیا)
کاستا، جورجیا (به انگلیسی: Cusseta, Georgia) یک شهر در ایالات متحده آمریکا با جمعیت ۱٬۱۹۶ نفر است که در جورجیا واقع شده‌است.

## نگارخانه

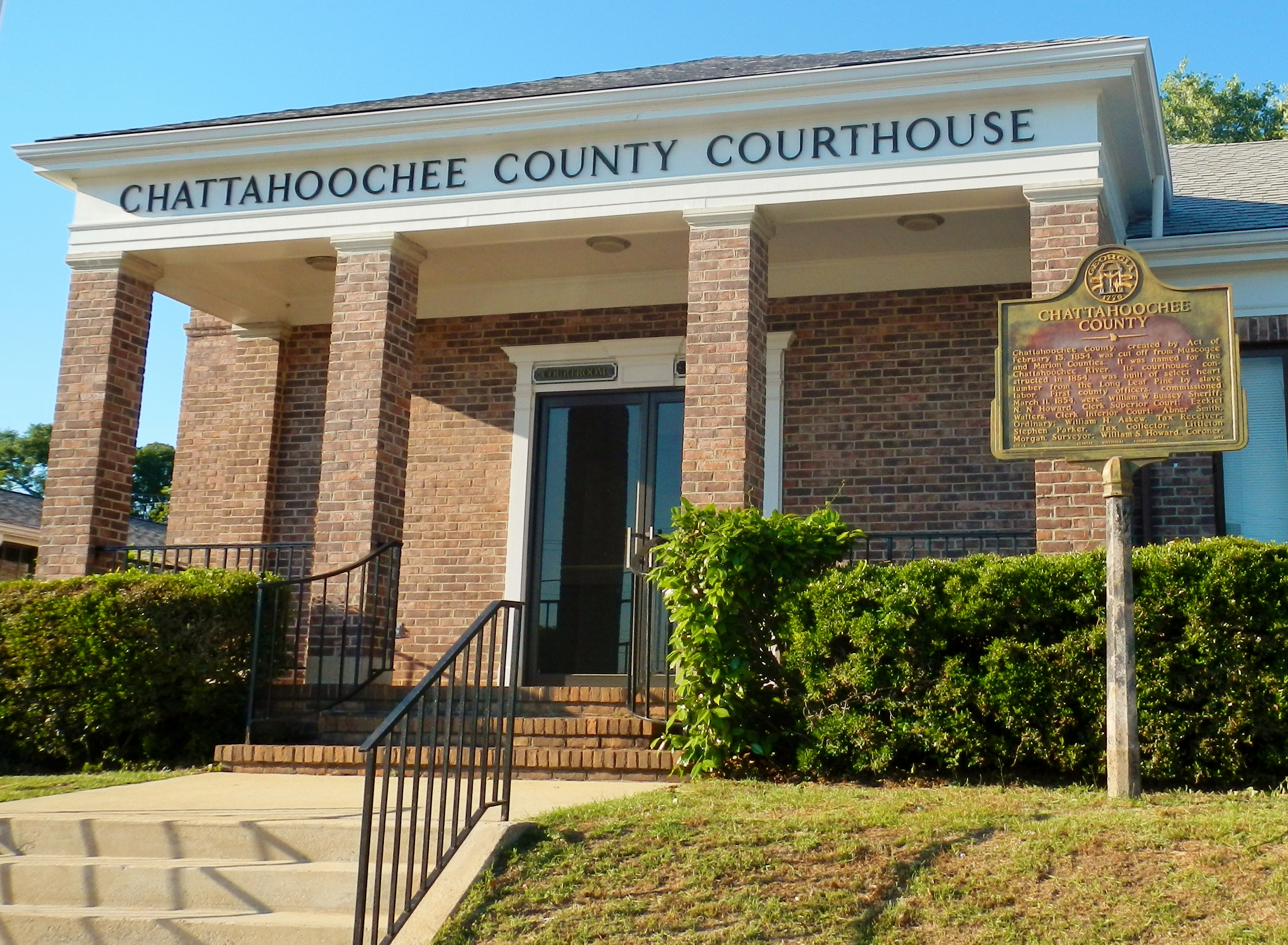
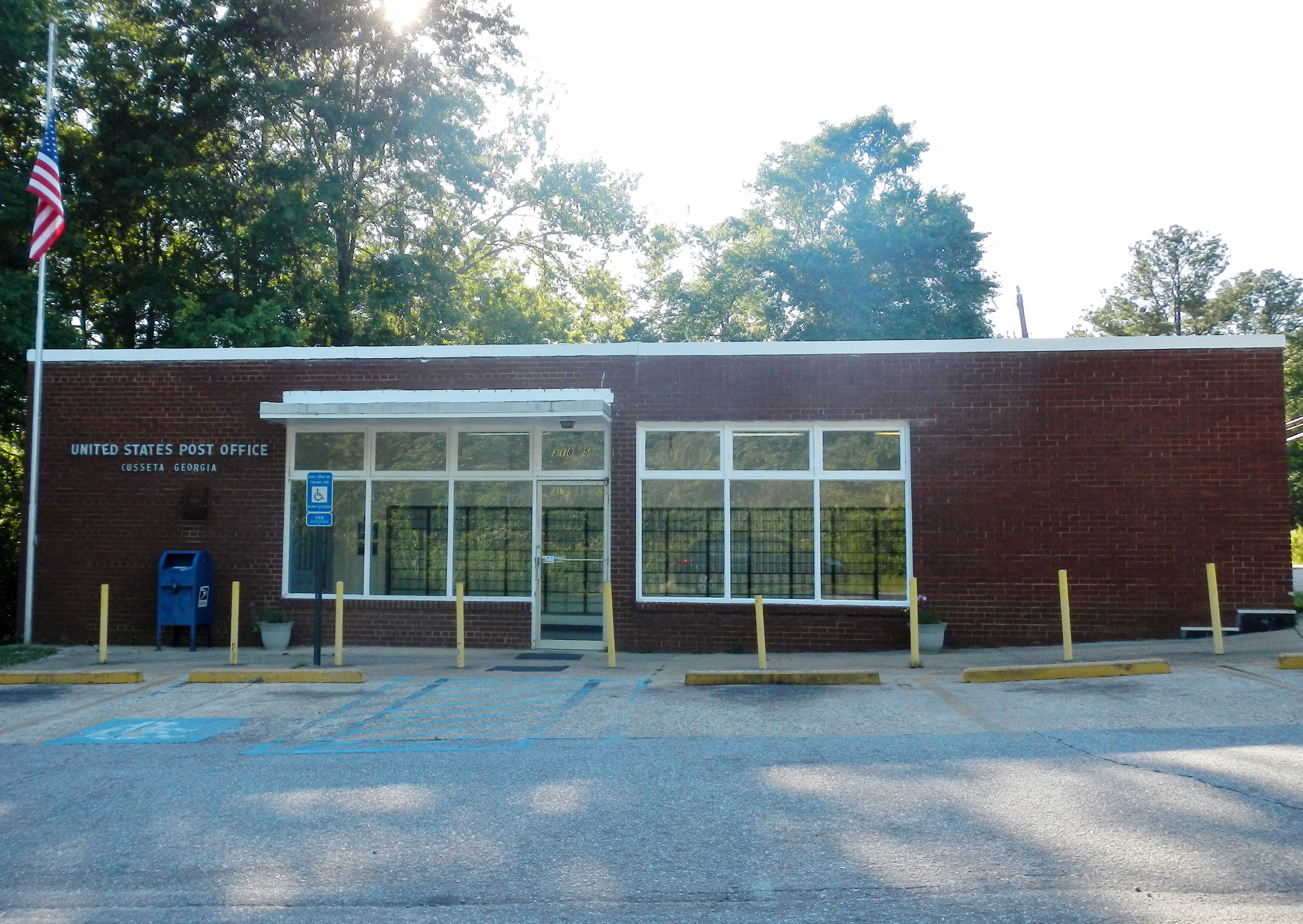
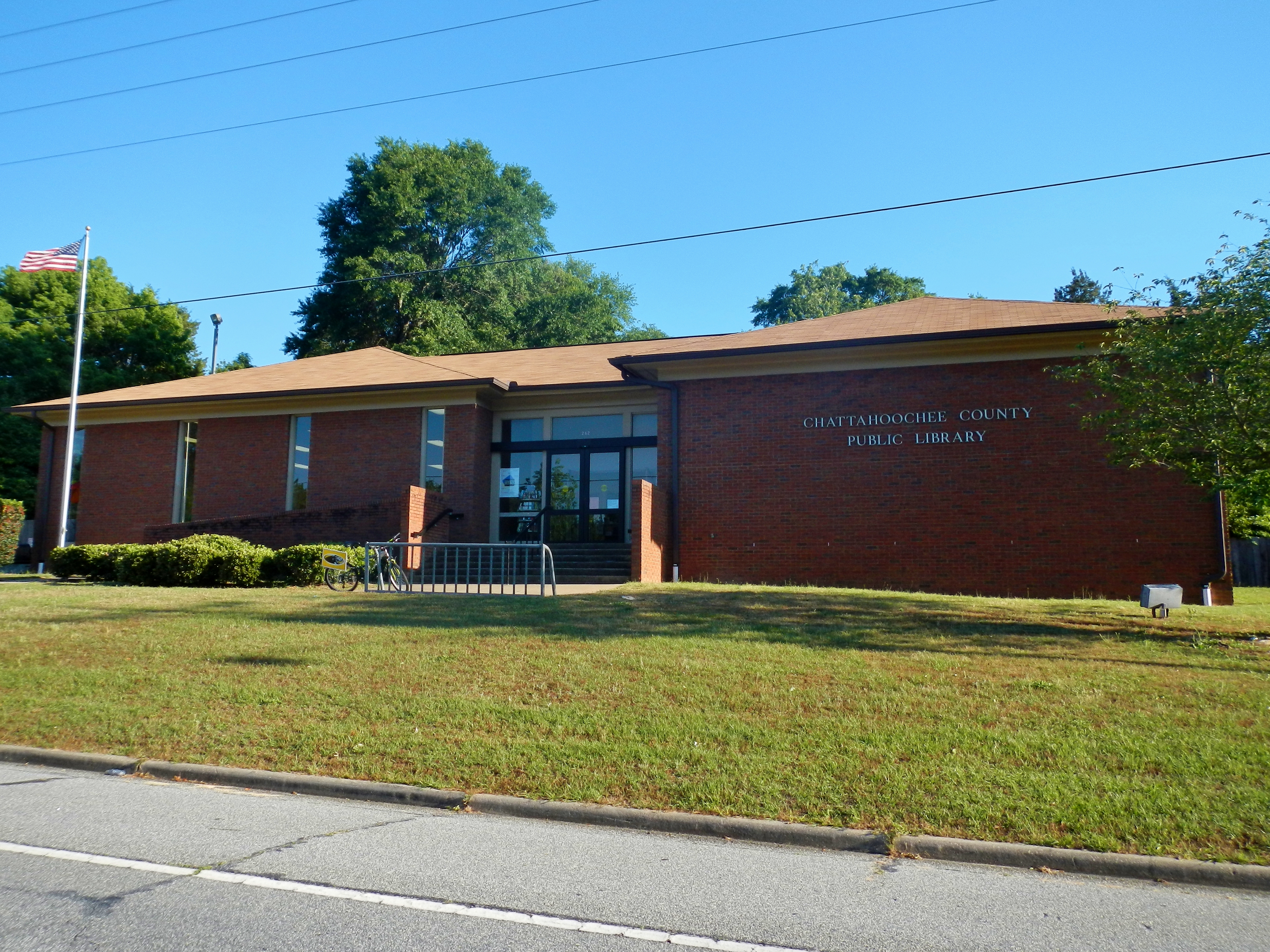
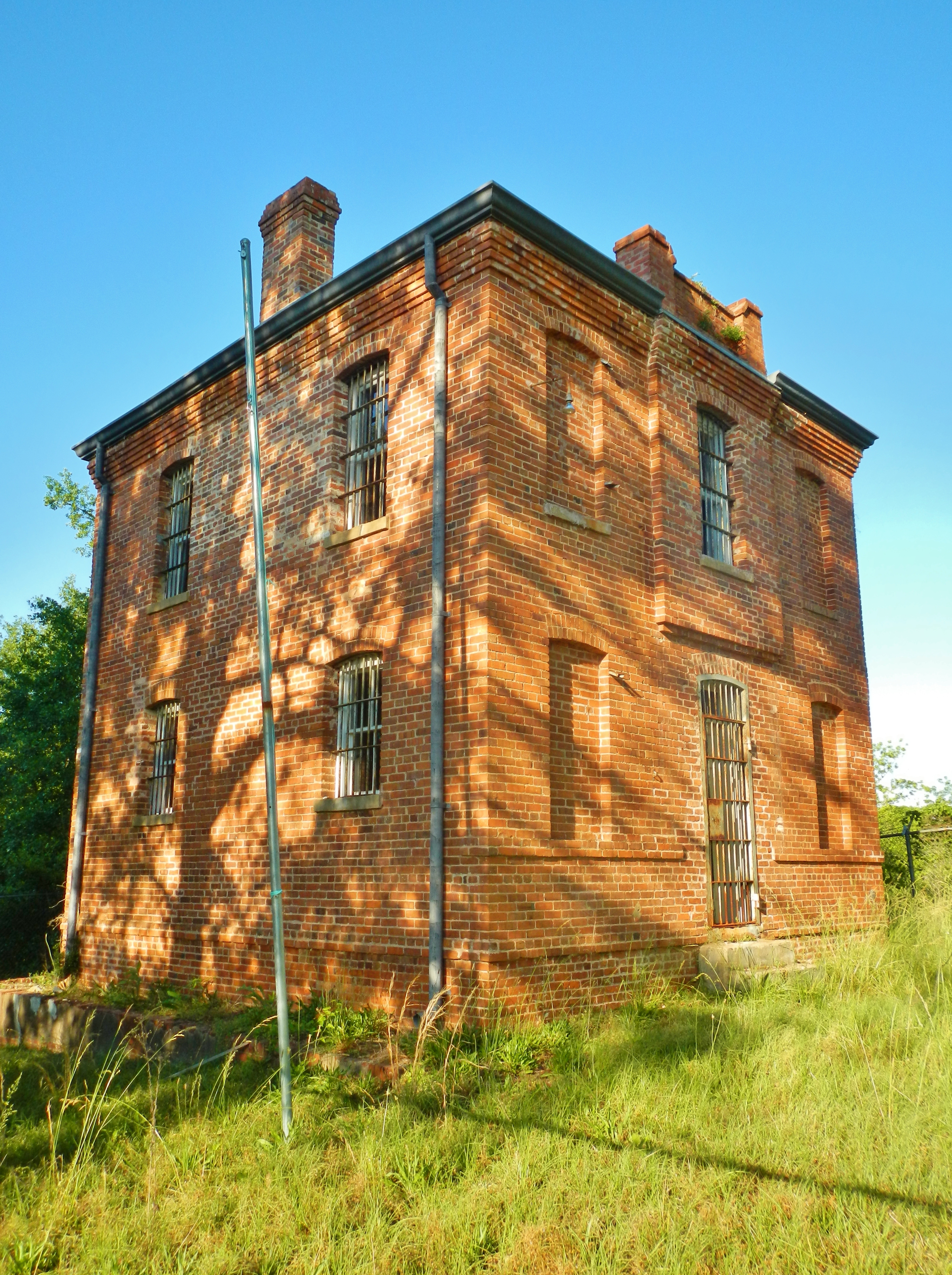
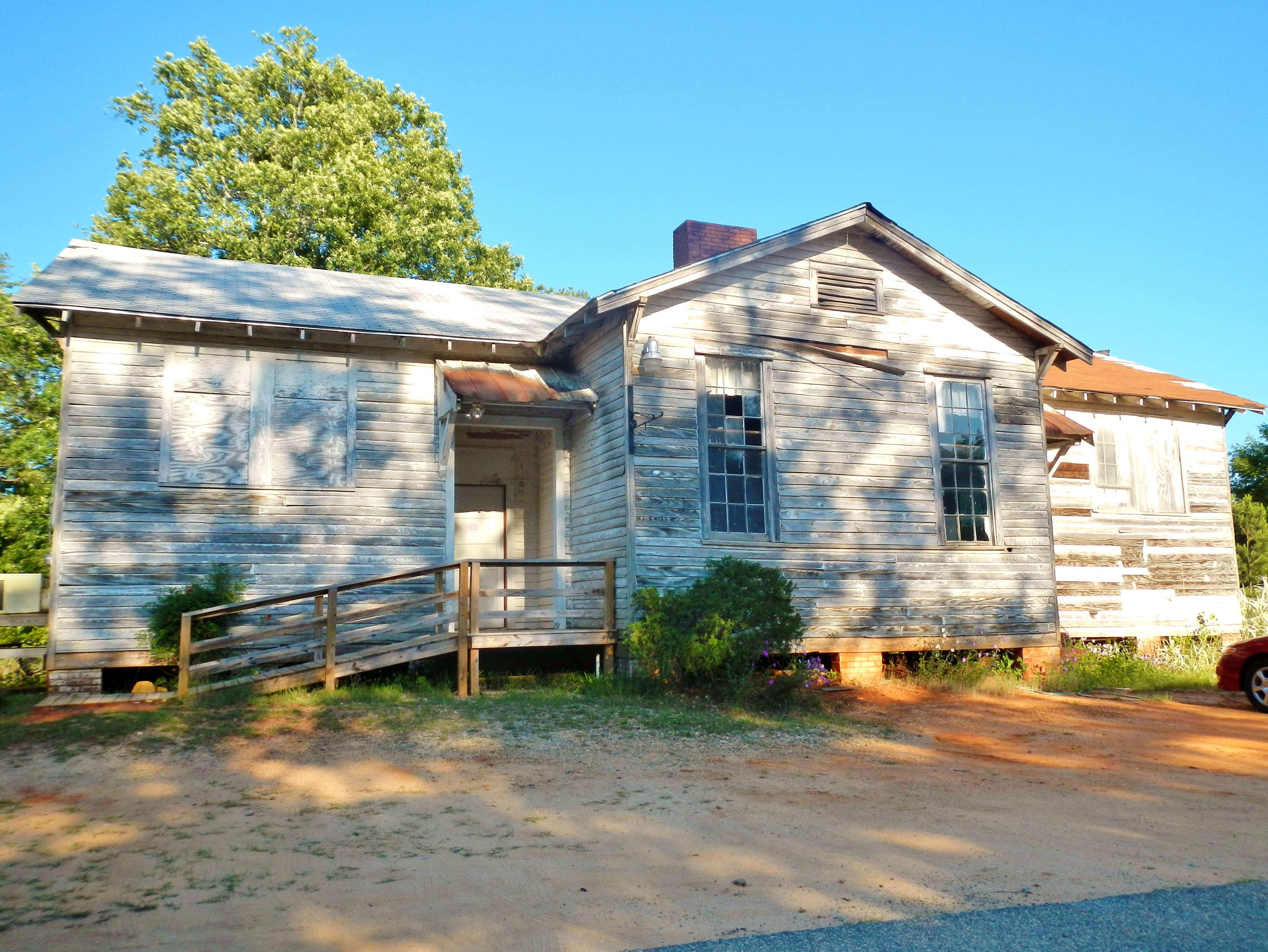
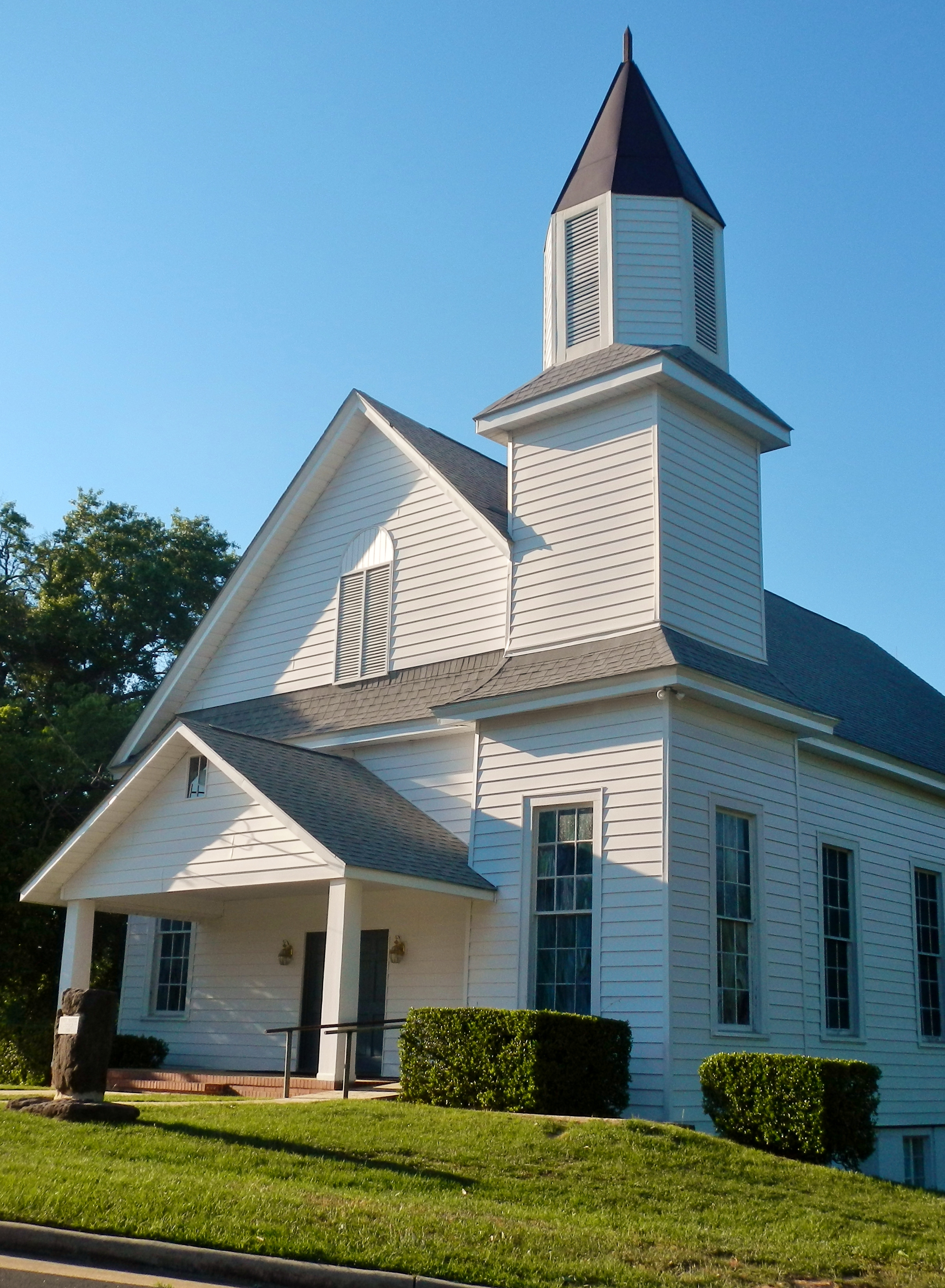